# Shahriar Moghanlou
Shahriar Moghanlou (in persiano شهريار مغانلو‎; Zanjan, 21 dicembre 1994) è un calciatore iraniano, attaccante del Ittihad Kalba e della nazionale iraniana.

## Statistiche

### Cronologia presenze e reti in nazionale
| Cronologia completa delle presenze e delle reti in nazionale ― Iran | Cronologia completa delle presenze e delle reti in nazionale ― Iran | Cronologia completa delle presenze e delle reti in nazionale ― Iran | Cronologia completa delle presenze e delle reti in nazionale ― Iran | Cronologia completa delle presenze e delle reti in nazionale ― Iran | Cronologia completa delle presenze e delle reti in nazionale ― Iran | Cronologia completa delle presenze e delle reti in nazionale ― Iran | Cronologia completa delle presenze e delle reti in nazionale ― Iran |
| Data                                                                | Città                                                               | In casa                                                             | Risultato                                                           | Ospiti                                                              | Competizione                                                        | Reti                                                                | Note                                                                |
| ------------------------------------------------------------------- | ------------------------------------------------------------------- | ------------------------------------------------------------------- | ------------------------------------------------------------------- | ------------------------------------------------------------------- | ------------------------------------------------------------------- | ------------------------------------------------------------------- | ------------------------------------------------------------------- |
| 23-3-2023                                                           | Teheran                                                             | Iran                                                                | 1 – 1                                                               | Russia                                                              | Amichevole                                                          | -                                                                   | 72’                                                                 |
| 28-3-2023                                                           | Teheran                                                             | Iran                                                                | 2 – 1                                                               | Kenya                                                               | Amichevole                                                          | -                                                                   |                                                                     |
| 7-9-2023                                                            | Plovdiv                                                             | Bulgaria                                                            | 0 – 1                                                               | Iran                                                                | Amichevole                                                          | -                                                                   | 57’ 67’                                                             |
| 12-9-2023                                                           | Teheran                                                             | Iran                                                                | 4 – 0                                                               | Angola                                                              | Amichevole                                                          | 1                                                                   | 57’                                                                 |
| 5-1-2024                                                            | Kish Island                                                         | Iran                                                                | 2 – 1                                                               | Burkina Faso                                                        | Amichevole                                                          | -                                                                   | 46’                                                                 |
| 9-1-2024                                                            | Al Rayyan                                                           | Indonesia                                                           | 0 – 5                                                               | Iran                                                                | Amichevole                                                          | 1                                                                   | 46’                                                                 |
| 19-1-2024                                                           | Al Rayyan                                                           | Iran                                                                | 1 – 0                                                               | Hong Kong                                                           | Coppa d'Asia 2023 - 1º turno                                        | -                                                                   | 65’                                                                 |
| 7-2-2024                                                            | Doha                                                                | Qatar                                                               | 3 – 2                                                               | Iran                                                                | Coppa d'Asia 2023 - Semifinale                                      | -                                                                   | 87’                                                                 |
| 6-6-2024                                                            | Hong Kong                                                           | Hong Kong                                                           | 2 – 4                                                               | Iran                                                                | Qual. Mondiali 2026                                                 | -                                                                   | 78’                                                                 |
| 11-6-2024                                                           | Teheran                                                             | Iran                                                                | 0 – 0                                                               | Uzbekistan                                                          | Qual. Mondiali 2026                                                 | -                                                                   | 88’                                                                 |
| 5-9-2024                                                            | Fulad Shahr                                                         | Iran                                                                | 1 – 0                                                               | Kirghizistan                                                        | Qual. Mondiali 2026                                                 | -                                                                   | 80’                                                                 |
| 10-10-2024                                                          | Tashkent                                                            | Uzbekistan                                                          | 0 – 0                                                               | Iran                                                                | Qual. Mondiali 2026                                                 | -                                                                   | 79’                                                                 |
| 15-10-2024                                                          | Dubai                                                               | Qatar                                                               | 1 – 4                                                               | Iran                                                                | Qual. Mondiali 2026                                                 | -                                                                   | 90+1’                                                               |
| 14-11-2024                                                          | Vientiane                                                           | Corea del Nord                                                      | 2 – 3                                                               | Iran                                                                | Qual. Mondiali 2026                                                 | -                                                                   | 81’                                                                 |
| 5-6-2025                                                            | Doha                                                                | Qatar                                                               | 1 – 0                                                               | Iran                                                                | Qual. Mondiali 2026                                                 | -                                                                   | 67’                                                                 |
| 10-6-2025                                                           | Teheran                                                             | Iran                                                                | 3 – 0                                                               | Corea del Nord                                                      | Qual. Mondiali 2026                                                 | -                                                                   | 34’                                                                 |
| Totale                                                              |                                                                     | Presenze                                                            | 16                                                                  |                                                                     | Reti                                                                | 2                                                                   |                                                                     |

## Caratteristiche tecniche
È un centravanti.

## Carriera

### Club
Cresciuto nel settore giovanile dell'Paykan, debutta in prima squadra il 4 febbraio 2015 giocando l'incontro di prima divisione pareggiato 1-1 contro il Machine Sazi. Negli anni seguenti si alterna fra prima e seconda divisione e dal 2016 al 2018 gioca in prestito al Malavan. Il 23 settembre 2020 viene acquistato a titolo definitivo dal Santa Clara.

### Nazionale
Nel 2023 ha esordito in nazionale.

## Palmarès

### Club

#### Competizioni nazionali
- Campionato iraniano di seconda divisione: 1

Paykan: 2015-2016
- Campionato iraniano: 1

Persepolis: 2020-2021
- Coppa d'Iran: 1

Sepahan: 2023-2024